# Besöksmål
Besöksmål är ett begrepp, som används inom turistbranschen och beträffande regional utvecklingspolitik.
I Sverige påbörjade Turistdelegationen 1989 en systematisk datainsamling beträffande besöksmål i landet, och sedan 2006 svarar Tillväxtverket för denna "Besöksmålsdatabas". I en analys av Tillväxtverket från 2011 redovisas databasens omkring drygt 2.500 besöksmål i Sverige, vilka tillsammans hade närmare 140 miljoner besökare per år.
Besöksmålsdatabasen är uppdelad i de tio kategorierna:
- Aktiviteter (framför allt liftanläggningar och bad)
- Natur (framför allt naturreservat och friluftsområden)
- Fasta scener och arenor (evenemangsarenor, teaterscener, konserthus, travbanor,  motorstadier)
- Kulturminnen (slott, kyrkor, industriminnen, hembygdsgårdar och militärhistoriska miljöer)
- Parker (nöjesparker, djurparker, trädgårdar och fornbyar)
- Evenemang (tillfälliga tillställningar av olika slag, marknader, festivaler och idrottstävlingar)
- Museer
- Konst ( konstmuseum, kulturhus, konstgallerier, konsthantverksutställningar och övriga - till exempel Picassoskulpturen i Kristinehamn och Nimis)
- Hantverksindustri
- Övrigt (inklusive mathantverk samt kaféer och restauranger, kasinon, 4H-gårdar med kaffestugor och handelsträdgårdar)

Fastighetsverket definierar för mer interna ändamål begreppet besöksmål som "fastigheter som inte längre har kvar sitt ursprungliga ändamål, men som har ett kulturhistoriskt värde och som visas för allmänheten".

## Kulturturism
Kulturturism är ett närliggande, något svävare, begrepp, som innefattar:
- Minnesmärken
- Museer
- Konstgallerier
- Scenkonst
- Utställningar
- Kulturlandskap
- Arkeologiska platser
- Historiska byggnader
- Världsarv
- Kulturstråk
- Evenemang
- Språkskolor
- Parker och trädgårdar
- Traditionellt firande
- Festivaler
- Platsspecifik gastronomi
- industriarv